# Xenorophidae
Xenorophidae — це вимерла родина дельфіновидих (Odontoceti), відома з олігоцену на південному сході США. Відомі роди ксенорофід включають Albertocetus, Archaeodelphis, Cotylocara, Echovenator, Inermorostrum, Mirocetus, Xenorophus.